# Licnodamaeus rarisetosus
Licnodamaeus rarisetosus är en kvalsterart som först beskrevs av Bayartogtokh och Smelyansky 2002.  Licnodamaeus rarisetosus ingår i släktet Licnodamaeus och familjen Licnodamaeidae. Inga underarter finns listade i Catalogue of Life.